# 王全国
王全国（1912年—1986年），中国人民解放军将领、中国人民解放军开国少将。
1930年春加入共青团，1932年加入红军，1934年加入中国共产党。1957年6月18日授予二级八一勋章，二级独立自由勋章，一级解放勋章。
曾任河南军区政治部主任。1955年，授予中国人民解放军少将。